# Weißer Wasserkugelspringer
Der Weiße Wasserkugelspringer (Sminthurides aquaticus) ist eine Art der Springschwänze, die nahe mit den Insekten verwandt sind. Er ist weit verbreitet in Europa.

## Merkmale
Die Körperlänge der Weibchen beträgt nur etwa 1 mm, die der Männchen nur bis zu 0,5 mm. Die Weibchen sind zudem massiger gebaut als die Männchen. Die Körperfarbe ist durchscheinend weißlich oder gelblichweiß und kann bläuliche Pigmentierungen auf dem Rücken aufweisen. Der Hinterleib ist kugelig und hoch gewölbt, der Kopf mit den kräftigen Fühlern groß. Die Springgabel (Furca) ist zweizinkig und für das Leben auf der Wasseroberfläche spezialisiert, indem das Mucro breit und paddelförmig gebaut ist und sich Lamellen am Ende der Furca befinden, um besseren Kontakt zur Wasseroberfläche aufzubauen. Auch die Krallen an den Tarsen erleichtern die Fortbewegung auf der Wasseroberfläche durch hydrophile Eigenschaften der Außenseite und hydrophobe Eigenschaften der Innenseite.

## Lebensraum
Die Art lebt auf der Oberfläche stehender Kleingewässer, insbesondere pflanzenreicher Tümpel.

## Lebensweise
Die Tiere springen mithilfe ihrer Springgabel mehrere Zentimeter hoch auf der Wasseroberfläche umher. Sie ernähren sich von Pollen und organischem Staub auf der Wasseroberfläche. Zur Fortpflanzung halten sich die Männchen, die an den Fühlern eine Klammervorrichtung tragen, an den Fühlern der größeren Weibchen fest und lassen sich herumtragen. Die Weibchen können selbst mit den festgeklammerten Männchen noch auf der Wasseroberfläche herumspringen. Nach einiger Zeit setzt das Männchen ein Samenpaket ab und zieht das Weibchen so lange rückwärts und halbkreisförmig darüber, bis es dieses aufgenommen hat. Die Eiablage findet häufig an Wasserpflanzen statt. Die geschlüpften Larven durchlaufen mehr als 40 Häutungen und auch die geschlechtsreifen Tiere häuten sich noch. Die Entwicklung der Tiere erfolgt sehr schnell und somit können sie sich auch sehr schnell vermehren.

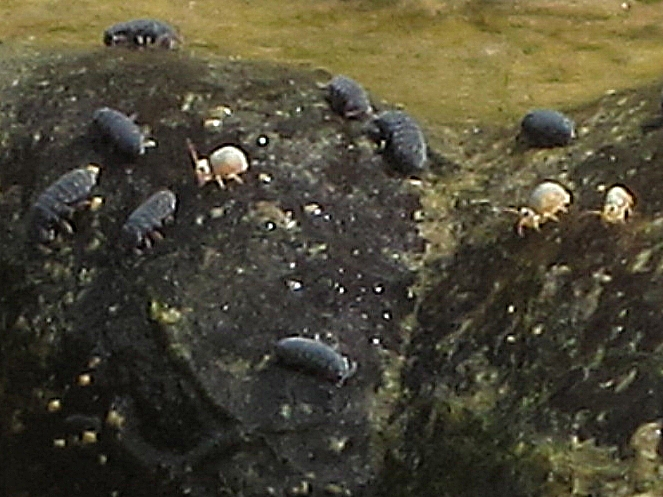
Die Art lebt häufig zusammen mit dem Schwarzen Wasserspringer (Podura aquatica)
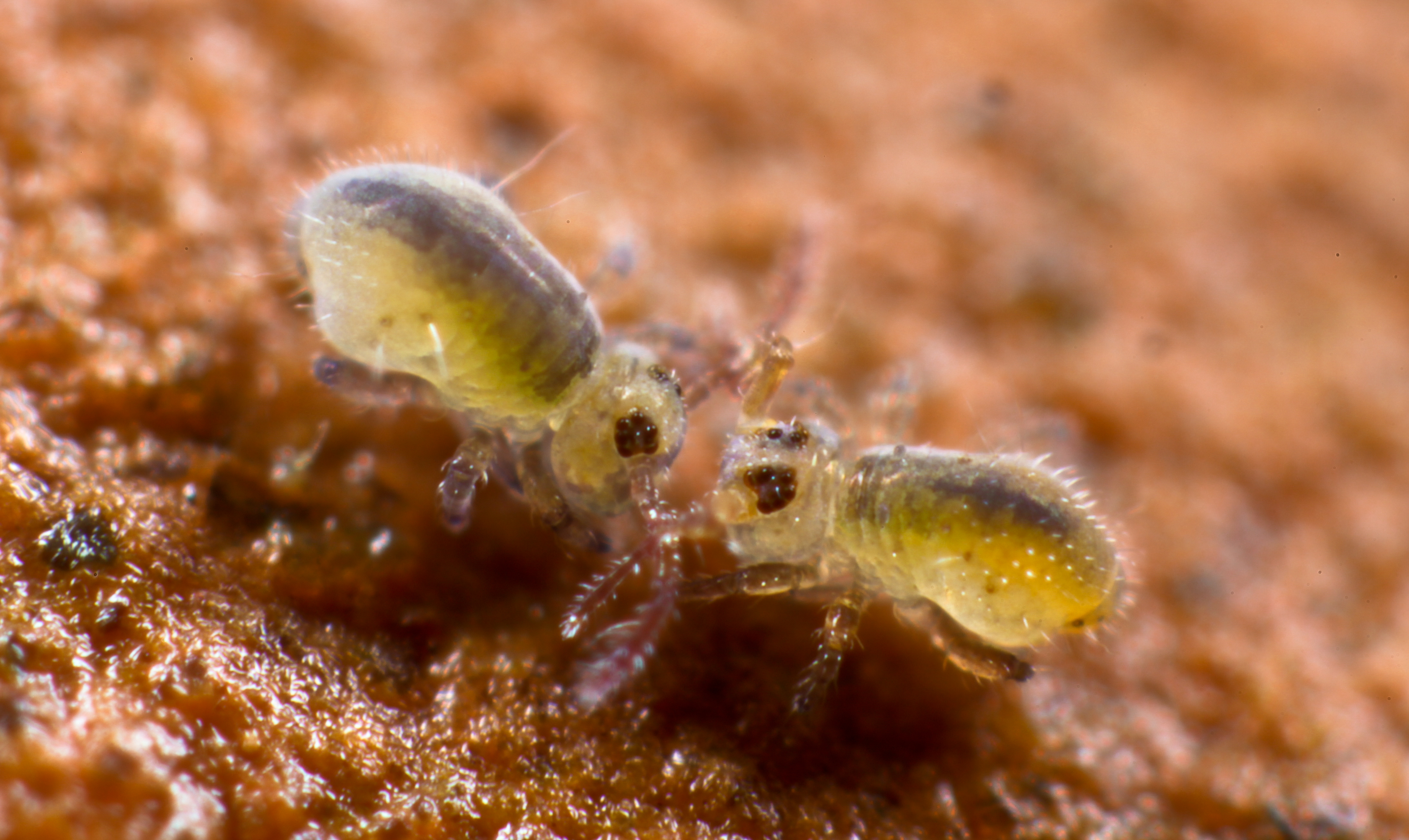
Juvenile Tiere beim Üben des Paarungsrituales
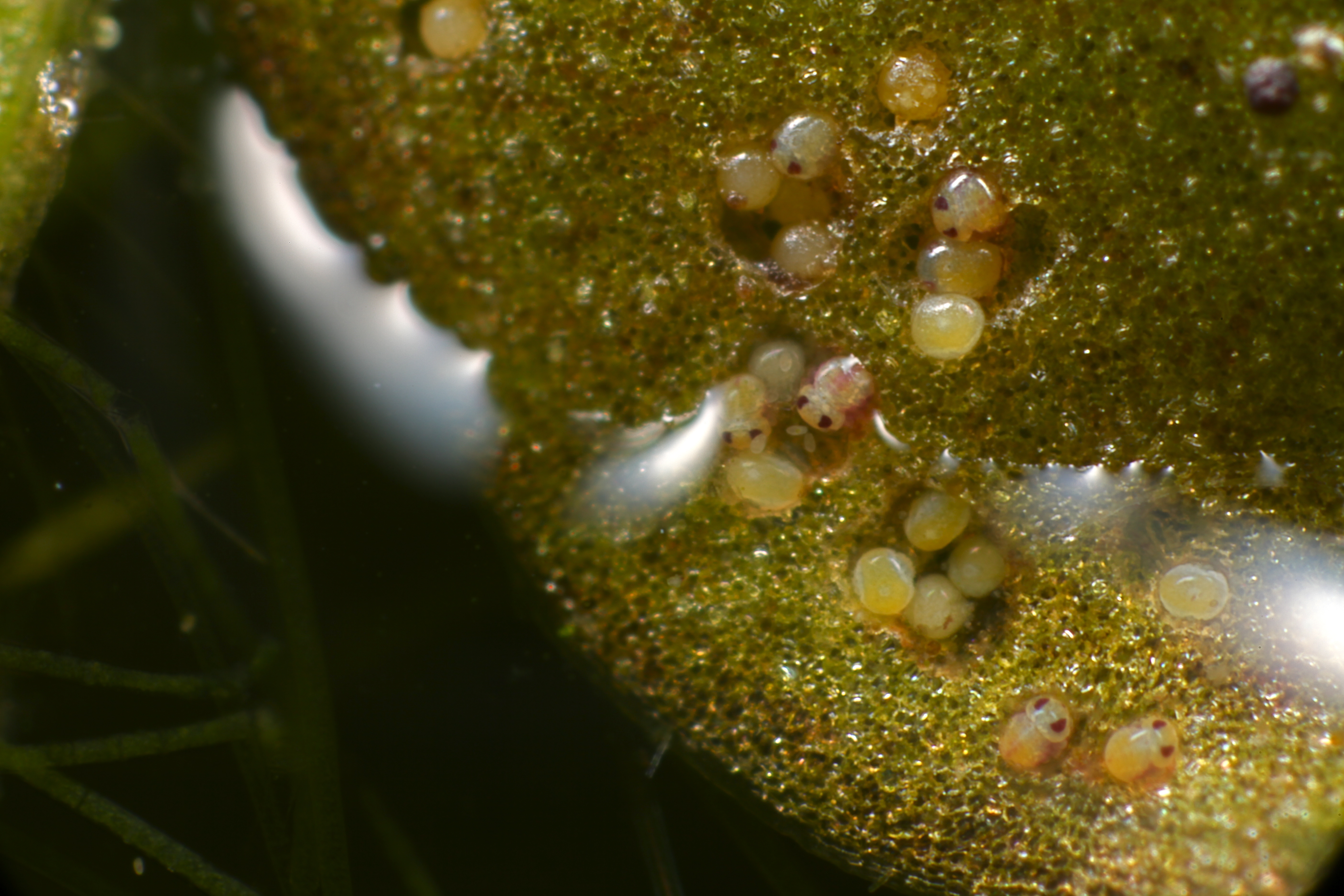
Embryos